# Edvard Kardelj

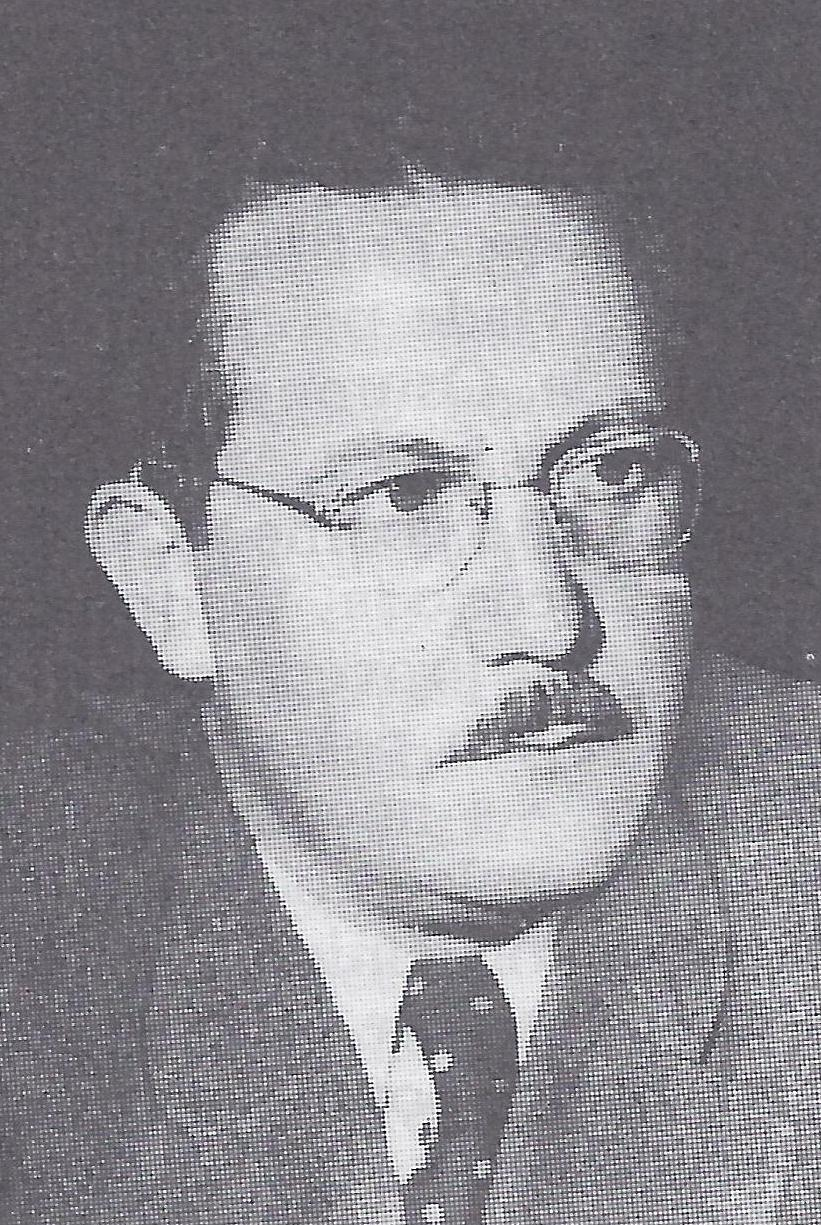
Kardelj in 1967

Edvard Kardelj, pseudoniem Sperans en partizanenschuilnaam Krištof, (Ljubljana, 27 januari 1910 – Ljubljana, 10 februari 1979) was een Sloveens politicus en partizaan. Kardelj was lange tijd de rechterhand van Josip Broz Tito. Hij gold als voornaamste theoreticus van het Joegoslavische arbeiderszelfbestuur en was hoofdauteur van de historische federale grondwet uit 1974. 
Voor de politieke geschiedenis van Slovenië heeft zijn boek Razvoj slovenskega narodnega vprašanja (De ontwikkeling van het Sloveense nationale vraagstuk) uit 1939 grote betekenis. Het droeg onder andere bij aan het draagvlak voor de partizanenstrijd tijdens de oorlog. 
De onderwijzer Kardelj trad voor de Tweede Wereldoorlog toe tot de verboden communistische partij van Joegoslavië. Voor aanvang van de oorlog, in 1940, werd hij lid van het politbureau en vocht tijdens de oorlog aan de zijde van de partizanen. Sinds de oprichting van de Anti-Fascistische Raad voor de Bevrijding van Joegoslavië (AVNOJ) speelde hij een belangrijke rol; in Tito's eerste interim-regering was hij vicepremier. 
Tijdens de crisis rond de Cominform, waarin Tito brak met Stalin, voerde Kardelj namens Joegoslavië de onderhandelingen met de Sovjet-Unie. Tussen 1948, het jaar van de definitieve breuk met het stalinisme, tot 1953 was hij minister van Buitenlandse Zaken. Van 1963 tot 1967 was hij federaal parlementsvoorzitter.
Kardelj was een zwager van de Sloveense politicus Ivan Maček-Matija. Lange tijd gold hij als de invloedrijkste Sloveense politicus en waarschijnlijke opvolger van Tito. Zijn vrouw Pepca Kardelj bleef lange tijd een belangrijk persoon achter de schermen van de Sloveense politiek.
- Bibsys: 98060695
- Bibliothèque nationale de France: cb11909432r (data)
- CiNii: DA00531550
- Gemeinsame Normdatei: 118723030
- International Standard Name Identifier: 0000 0001 2142 8418
- Library of Congress Control Number: n79105913
- National Archives and Records Administration: 76019408
- Bibliotheek van het Japanse parlement: 00445169
- Nationale Bibliotheek van Tsjechië: skuk0003339
- Nationale bibliotheek van Australië: 35259933
- Nationale Bibliotheek van Israël: 987007291371305171
- Nationale Bibliotheek van Polen: a0000002745876
- Nationale en Universitaire bibliotheek Zagreb: 000053529
- Nederlandse Thesaurus van Auteursnamen: 068892578
- Réseau des bibliothèques de Suisse occidentale: 02-A003442421
- LIBRIS: 192642
- Système universitaire de documentation: 026945606
- Trove: 886434
- Virtual International Authority File: 88659079
- WorldCat: E39PBJfgYkXc8cpGkt9xQbRFrq